# Katzenfutter

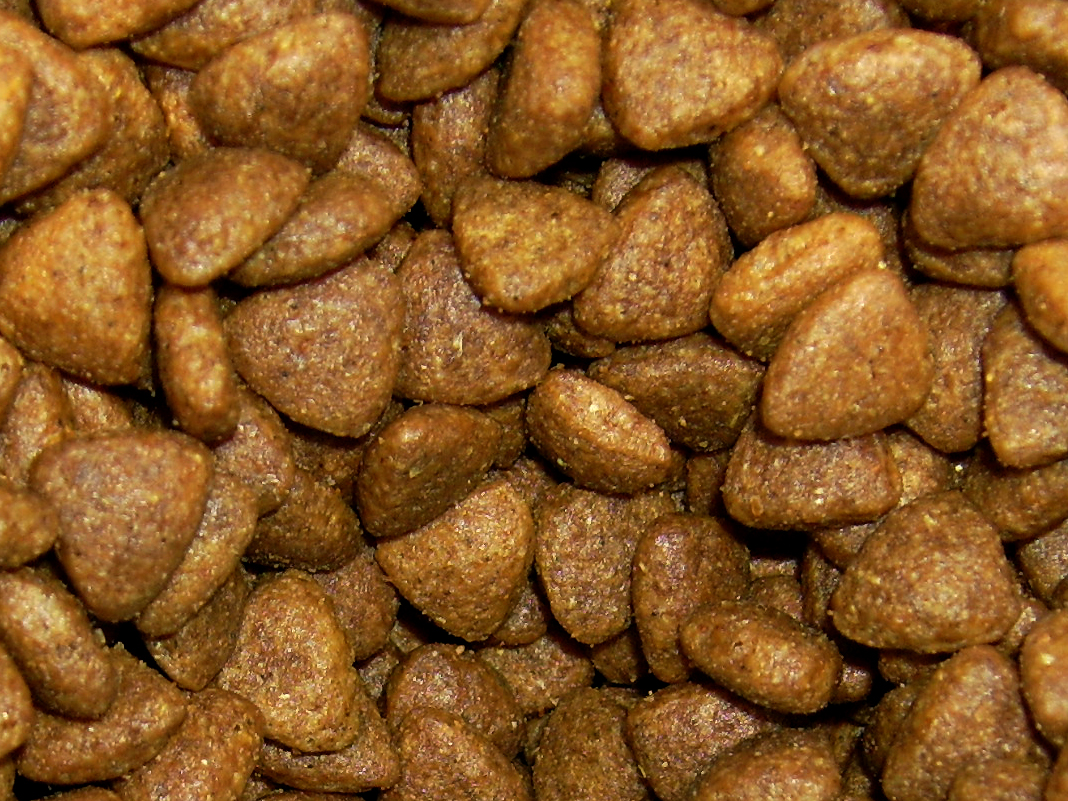
Trockenfutter

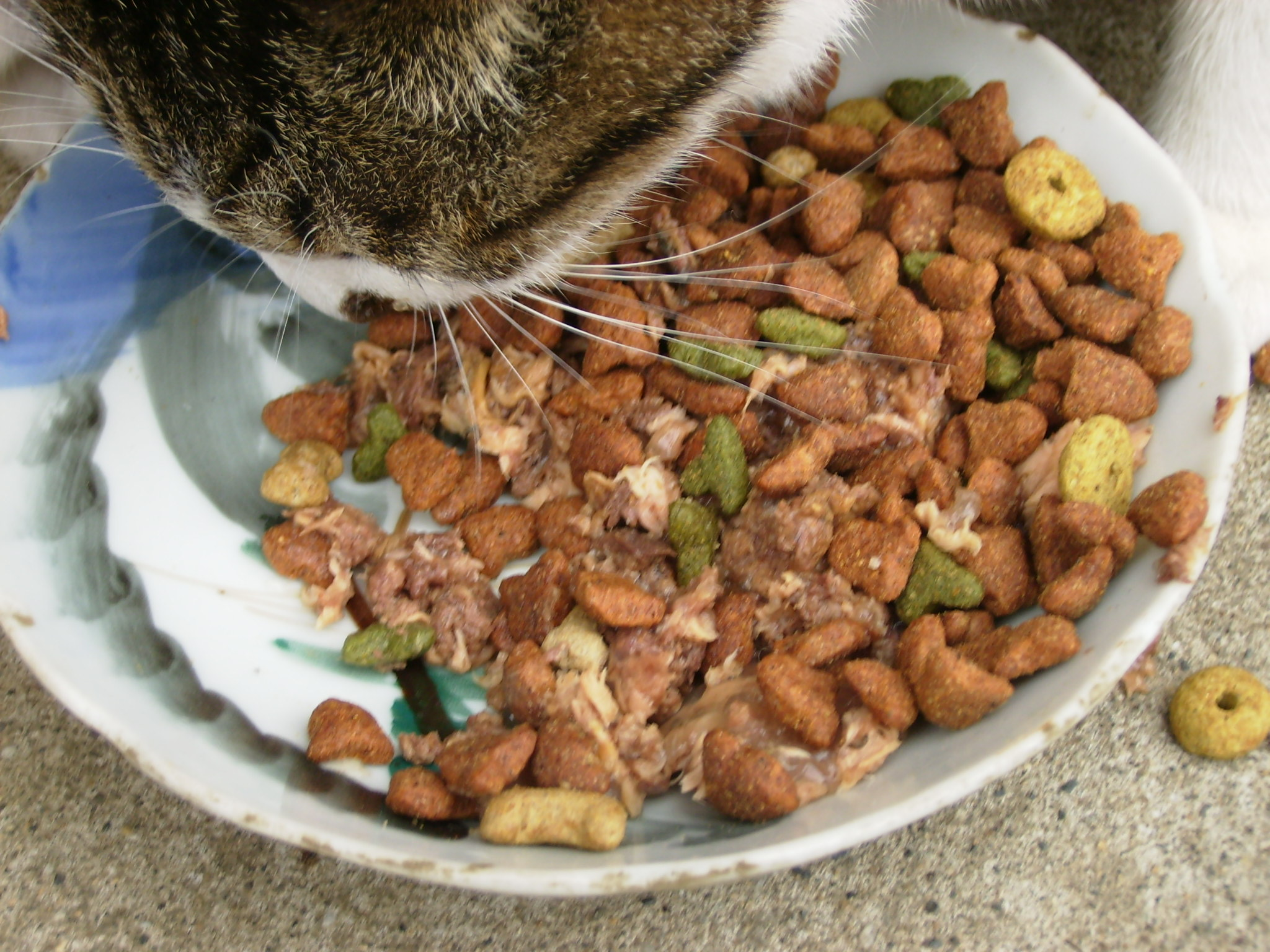

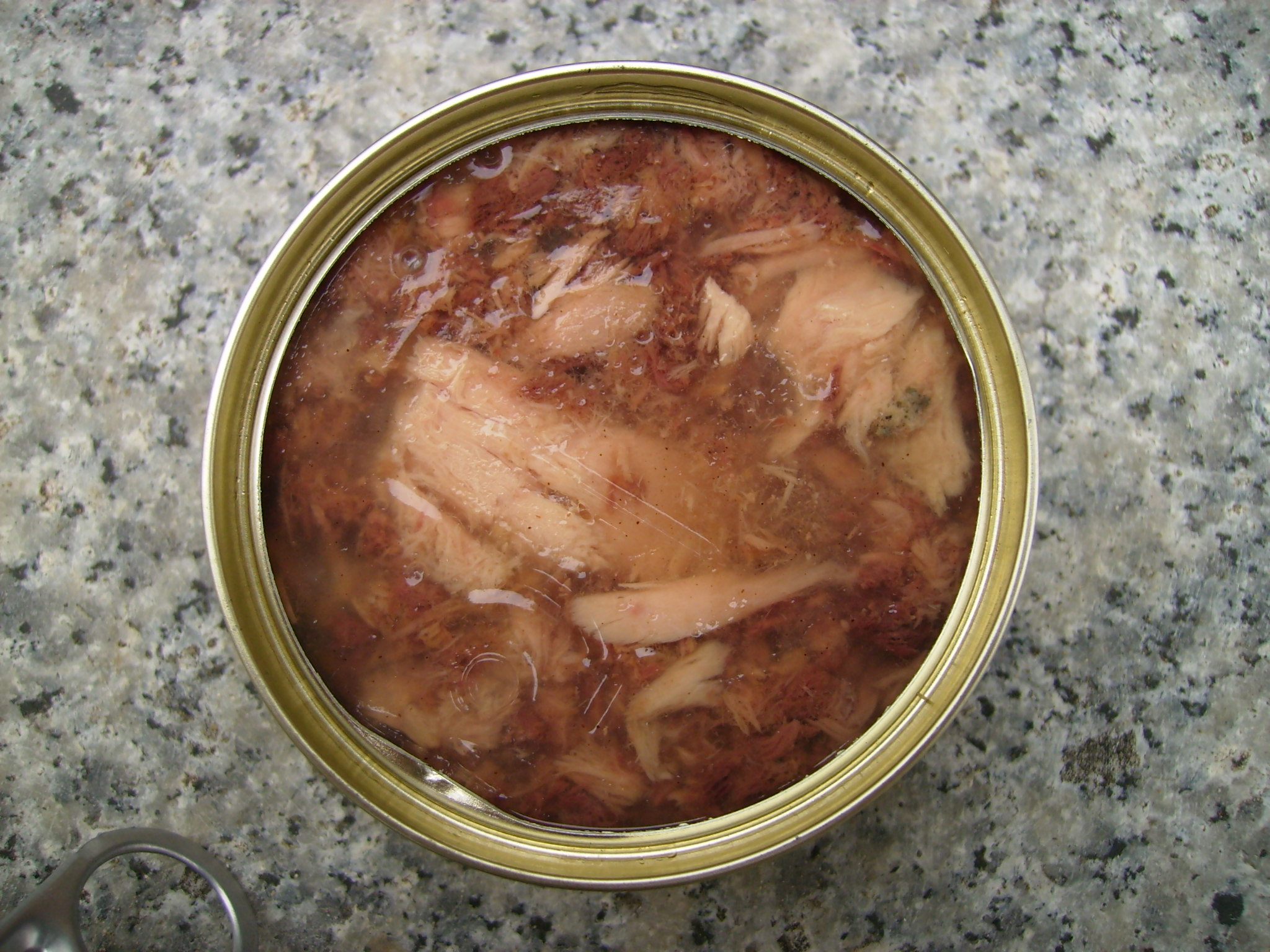
Nassfutter mit Fleischbröckchen in der Dose

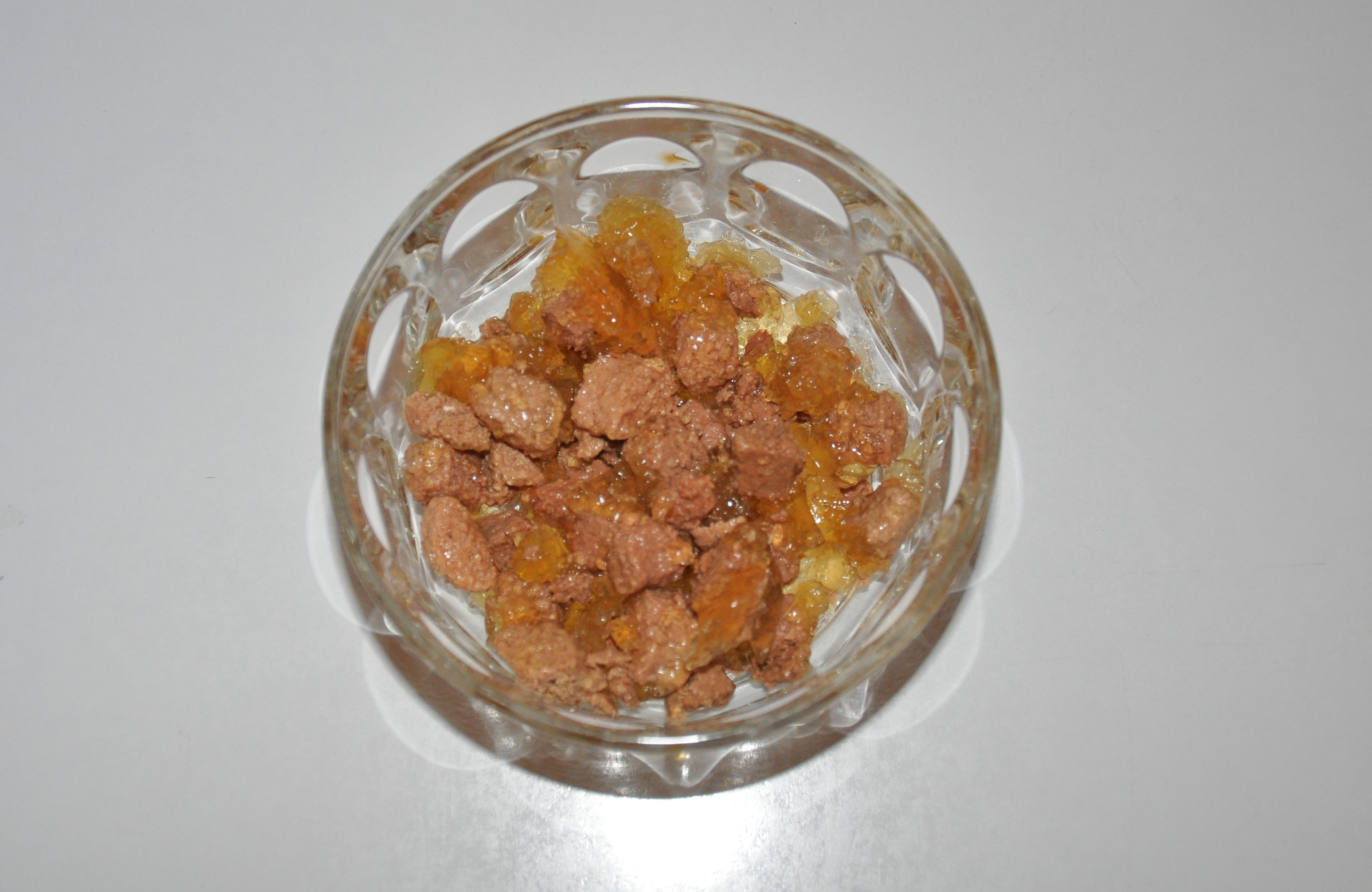
Nassfutter aus tierischen Nebenerzeugnissen in Gelatine

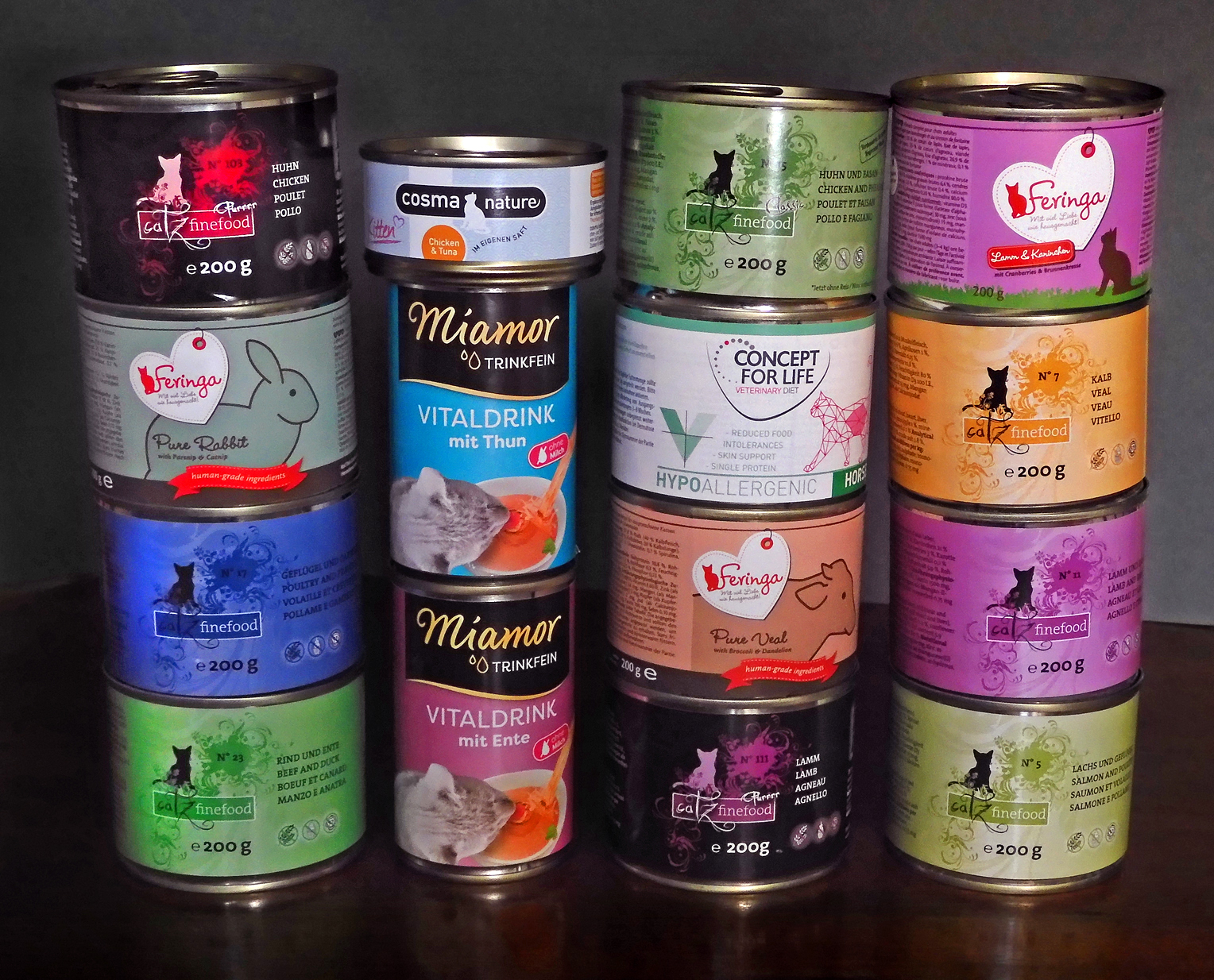
Verschiedene Arten von Katzenfutter in Dosen.

Als Katzenfutter wird zumeist industriell hergestellte Tiernahrung für Hauskatzen bezeichnet. Unterschieden wird je nach Zusammensetzung zwischen Alleinfuttermittel und Ergänzungsfutter sowie, entsprechend der Konsistenz, zwischen Trocken- und Nassfutter.
Als „reine“ oder „wahre“ Fleischfresser und wegen ihres hohen Bedarfs an Proteinen beziehen Katzen einen Großteil ihres Nährstoffbedarfs aus Quellen tierischer Herkunft. Ihr Stoffwechsel weist in diesem Zusammenhang einige Besonderheiten auf. Es besteht die Unfähigkeit, die pflanzliche Vorstufe des Vitamin A (β-Carotin) in das funktionsfähige Vitamin A umzuwandeln. Die Aminosulfonsäure Taurin und die Aminosäuren Methionin und Arginin sind für den Katzenorganismus essenziell. Es besteht außerdem ein hoher Bedarf an Nicotinsäure. Weibliche Katzen und kastrierte Kater sind nicht in der Lage, Linolsäure in Arachidonsäure umzuwandeln. Zur Aufrechterhaltung eines normalen Blutzuckerspiegels benötigen sie keine Kohlenhydrate, vielmehr kann Glukose über die Desaminierung spezieller Aminosäuren aus dem Futter gebildet werden.
Entsprechend ihrem natürlichen Fressverhalten (Fangen kleiner Beutetiere) nehmen Katzen bei ständigem Angebot von Futter täglich 10 bis 20 mal Nahrung auf. Der tägliche Energiebedarf einer Hauskatze von knapp vier Kilogramm Gewicht beträgt etwa 1.250 kJ (= 300 kcal) an umsetzbarer Energie. Auf starke Veränderungen sowohl der angebotenen Ration als auch der Futtersorte reagieren manche Katzen mit Nahrungsverweigerung über mehrere Tage, was speziell bei übergewichtigen Tieren zu einem Fettmobilisationssyndrom mit lebensgefährlichen Stoffwechselstörungen aufgrund entgleisender Leberwerte bis hin zum Leberversagen führen kann.
Industriell hergestelltes Katzenfutter wird als Trockenfutter oder als Nassfutter angeboten; sie unterscheiden sich im Wassergehalt. Dieser liegt bei Trockenfutter etwa bei 10–14 %, bei Nassfutter um 75–84 %. Trockenfutter hat dadurch eine wesentlich höhere Energiedichte und muss folglich in wesentlich kleineren Rationen verfüttert werden. Bei der Fütterung mit Trockenfutter muss vor allem bei Wohnungskatzen zusätzlich Wasser gereicht werden. Milch ist ungeeignet – erwachsene Katzen vertragen ohnehin nur laktosereduzierte Milch, da sie keine Laktase mehr produzieren.
Während Trockenfutter zumeist in Plastiktüten oder Kartons verpackt ist, wird Nassfutter in Dosen, Aluminiumschalen oder Kunststoffbeuteln (Pouches) angeboten, z. B. eine Verpackungseinheit pro Portion.

## Futterzusammensetzungen

### Kohlenhydrate
Katzen sind auf die Zufuhr von verstoffwechselbaren Kohlenhydraten nicht angewiesen und haben als Carnivore (Fleischfresser) ein kürzeres Verdauungssystem, das primär, jedoch nicht ausschließlich, auf das Verdauen von Fleisch ausgerichtet ist.
Daneben liegen auch unverdauliche Kohlenhydrate im Futter vor, welche als Ballaststoffe Bedeutung haben und die Darmmotorik unterstützen. Hauptquelle der verdaulichen Kohlenhydrate – sie vergären und tragen zum Schutz der Darmwände bei – sind Bestandteile von Mais, Reis, Weizen, Hafer, Gerste, Möhren, Melasse, Erbsen und Kartoffeln.
Die im Futter vorliegenden unverdaulichen Faserstoffe werden aus Rübenschnitzeln, Reiskleie, Apfel- und Tomatentrester, Erdnussschalen, Zitrustrester, Hafer- und Weizenkleie oder Zellulose gewonnen.

### Fette
Bei Katzen ist der benötigte Anteil essentieller Fettsäuren zu beachten. Etwa 5 bis 7 Prozent der Energie des Futters soll hierbei durch Linolsäure gedeckt werden. 0,04 bis 0,1 Prozent der Energie soll auf Arachidonsäure entfallen. Am häufigsten sind Hühner- und Geflügelfette im Katzenfutter enthalten. Pflanzliche Fettquellen stellen Mais-, Distel- und Sojaöl dar. Üblicherweise liegt der Fettanteil eines Katzenfutters zwischen 5 und 15 Prozent. Infolge der hohen Energiedichte der Fette macht dieser Nahrungsbestandteil etwa 40 Prozent des physiologischen Brennwerts des Futters aus.

### Proteine
Katzen benötigen wesentlich mehr Proteine als andere domestizierte Haussäugetiere. Experimentell wurde nachgewiesen, dass bei Jungkatzen ein befriedigendes Wachstum erst ab einem Proteingehalt möglich ist, der bei 30 Prozent der Trockensubstanz des Futters liegt. Für erwachsene Tiere liegt dieser Wert etwa bei 26 Prozent. Die in das Futter eingearbeiteten Proteine können sowohl tierischen als auch pflanzlichen Ursprungs sein, wobei die tierischen Proteine als höherwertig eingestuft werden. Häufige tierische Proteinquellen sind Rind, Huhn, Geflügelnebenprodukte, Geflügelmehl, getrocknete Eier, Fisch, Fischmehl, Fleischmehl, Knochenmehl und sonstige Nebenprodukte.
Als „tierische Nebenprodukte“ werden in der Tierkörperverwertung und gem. der EU-Verordnung 1069/2009 ganze Tierkörper oder Teile von Tieren oder Erzeugnisse tierischen Ursprungs beziehungsweise andere von Tieren gewonnene Erzeugnisse, die nicht für den menschlichen Verzehr bestimmt sind, einschließlich Eizellen, Embryonen und Samen bezeichnet. Zum Zwecke der Verwertung als Tierfutter müssen sie der Kategorie 3 entsprechen.
Als pflanzliche Proteinquellen werden verwendet: Maiskleber, Sojaprodukte, Luzernegrünmehl, getrocknete Bierhefe, Leinsamenmehl und Weizenkeime.

## Bedarf

### Arginin
Die Aminosäure Arginin ist für Katzen lebenslang essentiell, da sie vom Organismus nicht in ausreichendem Maße synthetisiert werden kann. Neben ihrer Bedeutung für die Neubildung von Proteinen ist sie ein unentbehrlicher Bestandteil des Harnstoffzyklus, der bei Katzen infolge der mit der hohen Proteinverwertung anfallenden großen Menge an Ammoniak ein besonders wichtiger Stoffwechselweg ist. Bereits auf eine einzige argininfreie Mahlzeit reagiert der Katzenorganismus mit einer schweren Hyperammonämie, die über die Symptome Erbrechen, Ataxie, Hyperästhesie und tetanische Krämpfe bis hin zum Koma und Tod führen können. Der Argininbedarf einer jungen Katze beträgt 1,1 Prozent der Trockensubstanz des Futters.

### Taurin
Katzen sind nur zur Synthese kleiner Mengen an Taurin in der Lage. Diese niedrige de-novo-Synthese ist auch für Menschen, einige Affenarten, Kaninchen und Meerschweinchen bekannt. Dass es bei diesen Arten nicht zu einem Mangel kommt, liegt in ihrem vergleichsweise niedrigen Bedarf begründet. Katzen benötigen infolge der Tatsache, dass ihre Gallensalze ausschließlich mit Taurin gebildet werden, einen wesentlich höheren Anteil dieser Aminosulfonsäure, um den Verlust mit dem Kot auszugleichen. Mangelzustände äußern sich im Wesentlichen in zwei klinischen Syndromen. Neben der Möglichkeit der Ausbildung einer dilatativen Kardiomyopathie (DCM oder DKMP) ist dies die zentrale Retinadegeneration der Katze (feline central retinal degeneration, FCRD). Die empfohlene Tagesdosis an Taurin beträgt 200…500 mg. Es wird 1000…2000 mg/kg Trockensubstanz zugesetzt.

### Methionin
Die Aminosäure Methionin kann von Katzen nicht synthetisiert werden und ist daher zum Aufbau von Körperproteinen und zur Phospholipidsynthese im Zuge der Fettverdauung essentiell. Der Bedarf liegt bei etwa 1,6 g pro 1000 kcal verdauliche Energie.

### Nicotinsäure
Es besteht ein hoher Bedarf an Nicotinsäure, da dieses Vitamin durch einen hohen Bedarf an Tryptophan zur Synthese von Picolinsäure sonst nicht ausreichend gebildet werden kann. Praktisch tritt hier jedoch kein Mangel auf, da tierische Gewebe ausreichende Mengen enthalten.

## Weitere Inhaltsstoffe
Wie jedes Säugetier benötigen Katzen zur dauerhaften Aufrechterhaltung der Gesundheit Vitamine, Mengenelemente und Spurenelemente. Das sind nach u. a. Kalzium, Vitamin A, Vitamin D, Vitamin E, Vitamine B1-6, B9, B11, B12, Eisen, Zink, Mangan, Kupfer, Jod sowie nach Biotin und Phosphor.
In industriell hergestelltem Futter werden oft Konservierungsstoffe eingesetzt.
Karamellisierter Zucker dient der – ausschließlich für den Katzenhalter oft bedeutsamen – optischen Präsentation des Futters und als Weichmacher.

## Alternative Futtermittel bzw. Ernährungsformen

### BARF
Unter dem Begriff BARF wird die Fütterung mit Rohfutter, bestehend überwiegend aus Fleisch und in geringerem Anteil pflanzlichen Bestandteile und ggf. Supplementen bezeichnet. BARF steht als Akronym für Biologically appropriate raw food, was im Deutschen mit dem Backronym „Biologisches Artgerechtes Rohes Futter“ übersetzt wurde.

### Vegetarisches bzw. veganes Futter
Seit Ende des 20. Jahrhunderts lassen sich Fälle finden, in denen Halter ihre Katzen bewusst vegetarisch bzw. vegan ernährt haben, während kommerziell hergestelltes vegetarisches bzw. veganes Futter erst gegen Anfang des 21. Jahrhunderts auf den Markt kam. Die Stiftung Warentest prüfte im Jahre 2008 erstmals auch ein vegetarisches Produkt, das als Alleinfutter für „völlig ungeeignet“ befunden wurde.
Eine vegane Ernährung für Katzen wird von einigen Tierärzten und vom Deutschen Tierschutzbund wegen der Gefahr von Mangelernährung abgelehnt. Letzterer hält eine ovo-lakto-vegetarische Ernährung (mit Eiern und Kuhmilch) für möglich, lehnt aber vegane Ernährung ab. Die Organisation argumentiert, dass Taurin in der Natur nur in Tiergewebe vorkomme. Die Vegan Society hingegen bringt vor, dass Katzen spezifische Nährstoffe brauchen, nicht Zutaten. Der für Katzen kritische Nährstoff Taurin zum Beispiel wird für Nahrungsergänzungsmittel chemisch synthetisiert. Wissenschaftliche Untersuchungen zur vegetarischen bzw. veganen Katzenernährung sind bislang kaum vorhanden. Eine tiermedizinische Doktorarbeit aus dem Jahre 1999 kam zu dem Ergebnis, dass eine vegetarische Ernährung mit Supplementen bedarfsdeckend sein könnte, jedoch in der Praxis keine der untersuchten acht Katzen tatsächlich bedarfsdeckend ernährt wurde. Die Autorin Radka Engelhart hielt jedoch eine Ernährung bei streng bilanzierter und eingehaltener Supplementierung für möglich. In einer US-Studie bis zum Jahr 2006 wurde das Blut von Katzen auf die Taurin- und Vitamin B12-Konzentration untersucht, die vegetarisch gefüttert und durch die Halter überwiegend auch mit weiteren Nährstoffen supplementiert wurden. Jedenfalls in Bezug auf diese Nährstoffe wurden ganz überwiegend Werte im Referenzbereich festgestellt; 14 der 17 Katzen hatten Taurin-Blutwerte im Normalbereich und alle hatten Normalwerte von Cobalamin (Vitamin B12).
Das National Research Council (Vereinigte Staaten) warnt ebenfalls vor Mangelversorgungen, hält eine „strikte vegetarische“ Ernährung bei ausreichender Supplementierung jedoch für möglich.